# Бразилска атлантическа гора
Атлантическата гора (на португалски: Mata Atlântica) е географска област, обхващаща атлантическото крайбрежие на Бразилия от Риу Гранди ду Норти на север до Риу Гранди ду Сул на юг, както и райони от вътрешността на континента, достигащи до Парагвай и аржентинската провинция Мисионес.
Тази област е заета от тропични и субтропични влажни гори, тропични сухи гори, савани, полулистопадни и мангрови гори. Характеризира се с голямо биоразнообразие и ендемизъм.
Това е първата среда, която срещат португалските колонизатори преди 500 години. По това време се е считало, че площта на гората възлиза на 1 000 000 – 1 500 000 km2. В днешно време над 85% от първоначалната площ на гората е обезлесена, което застрашава множество растителни и животински видове с измиране.
В Атлантическата гора са обособени осем резервата, които са част от световното наследство на ЮНЕСКО.